# Наріжний камінь

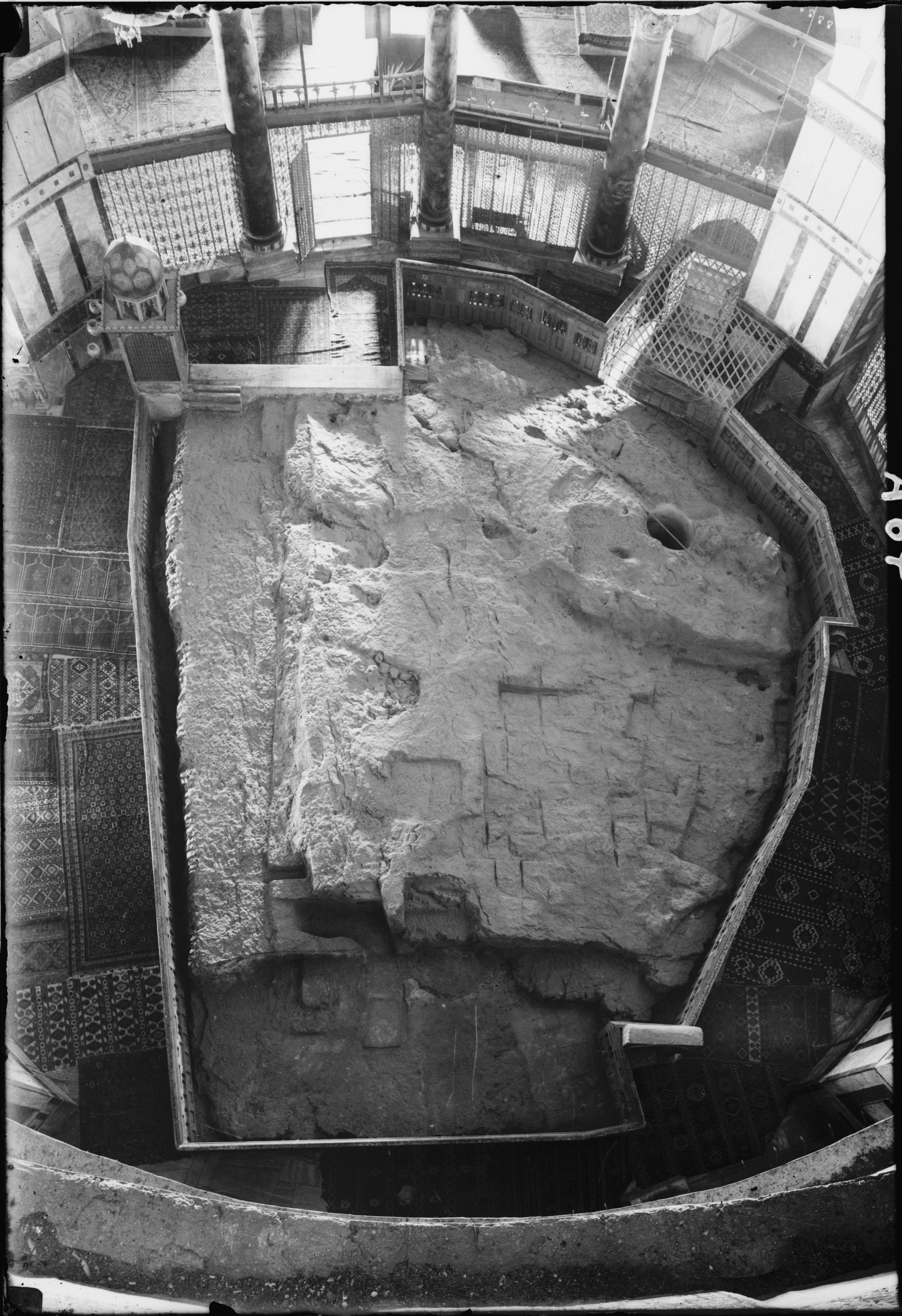
Наріжний камінь

Наріжний камінь, літер. Камінь заснування (івр. אבן השתייה — Евен а-штія, араб. صخرة — Сахра) — скеля на Храмовій горі, над якою розташовувався Святеє Святих Єрусалимського храму. Вважається наріжним каменем світобудови, оскільки саме з нього Господь почав Створення світу. Єврейська традиція також розглядає його як місце духовного єднання Неба і Землі. Євреї традиційно під час молитви повертаються в його напрямку, місця Свята Святих Єрусалимського храму.

## Місце
Наріжний камінь міститься всередині мусульманської мечеті Купола Скелі, в середині якої височить на 1,25–2 метри скеля довжиною 17,7 метрів і шириною 13,5 метрів. Цей камінь в ісламі вважається священним і оточений позолоченими ґратами, щоб ніхто до нього не торкався.

## Біблія
У Біблії часто вживається Наріжний камінь у переносному значенні та значенні ставлення до віри; так, у псалмі 117 говориться про зцілювальний вплив Господа, як закладання наріжного каменя: «Я буду хвалити Тебе, бо озвався до мене, і став Ти спасінням мені! Камінь, що його будівничі відкинули, той наріжним став каменем, від Господа сталося це, і дивне воно в очах наших!» (Пс. 117:21–23).
У Першому соборному посланні апостола Петра згадується цей псалм та Наріжний камінь у значенні ставлення до віри: